# Le Teilleul

Le Teilleul este o comună în departamentul Manche, Franța. În 1 ianuarie 2018 avea o populație de 1.188 de locuitori.